# Jonathan Nolan
Jonathan "Jonah" Nolan, född 6 juni 1976 i London, är en brittisk-amerikansk manusförfattare, producent och regissör. Han är bror till Christopher Nolan.

## Filmografi (i urval)

### Film
- 2006 – Prestige (manus)
- 2008 – The Dark Knight (manus)
- 2012 – The Dark Knight Rises (manus)
- 2014 – Interstellar (manus)

### TV
- 2011 – Person of Interest (Skapare, exekutiv producent, manus och regissör; 1 avsnitt)
- 2016 – Westworld (Skapare, exekutiv producent, manus och regissör; 1 avsnitt)